# البنك التجاري الإثيوبي
البنك التجاري الإثيوبي هو أكبر بنك تجاري في إثيوبيا اعتبارا من يونيو عام 2015، وكان حول 303600000000 البر في الأصول وعقدت ما يقرب من 67٪ من الودائع، وحوالي 53٪ من جميع القروض المصرفية في البلاد. يعمل في البنك حوالي 22،908 موظفًا ، ويعملون في مقره الرئيسي وفروعه التي تزيد عن 1000 موقع في المدن الرئيسية والمدن الإقليمية. وتشمل هذه الأخيرة 120 فرعا في العاصمة الوطنية أديس أبابا . مع افتتاح فرع في جيشي في منطقة أوروميا ، وصلت الشبكة المصرفية للبنك المركزي إلى 783 فرعا عبر الإنترنت. وصل البنك إلى 1284 فرعًا اعتبارًا من 10 أغسطس 2018.
يدير البنك أيضًا فرعين في جنوب السودان ، ويفكر في إعادة فتح فرع له في جيبوتي ، ويفتتح فرعين في دبي وواشنطن العاصمة ، كل ذلك لخدمة الشتات الإثيوبي.
يعتبر البنك رائداً في تقديم الخدمات المصرفية الحديثة إلى إثيوبيا والفضل في لعب دور حافز في التقدم الاقتصادي والتنمية في البلاد. كما أنه أول بنك في إثيوبيا يقدم خدمة الصراف الآلي للمستخدمين المحليين.

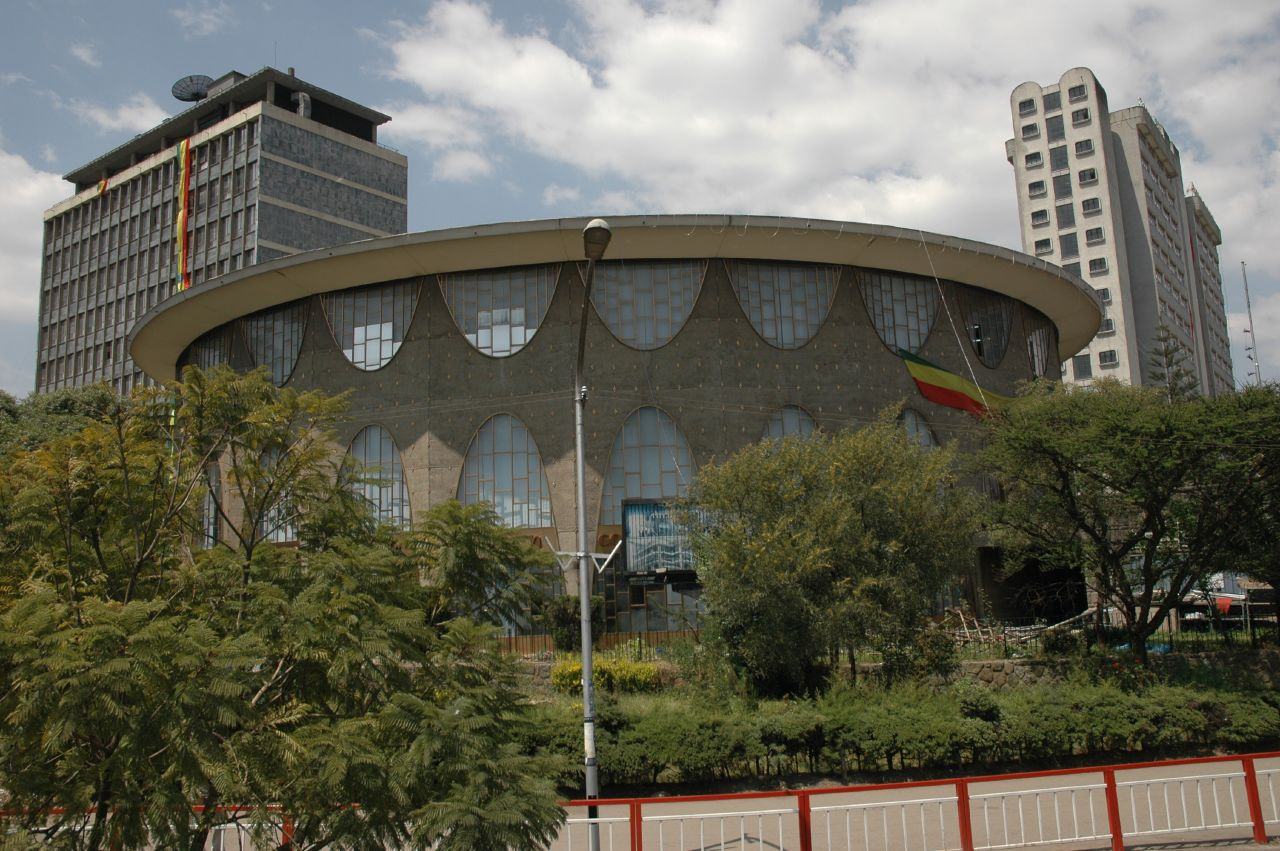
مبنى البنك التجاري الإثيوبي في أديس أبابا.

## روابط خارجية
- الموقع الرسمي